# Ken Behring
Kenneth Eugene Behring (Freeport, 13 giugno 1928 – Contea di Contra Costa, 25 giugno 2019) è stato un imprenditore statunitense.
È stato un immobiliarista e proprietario dei Seattle Seahawks della National Football League (NFL).

## Biografia
Dopo il college, Behring, un appassionato di automobili, lavorò come venditore presso una concessionaria di automobili Chevrolet e Chrysler. All'età di 21 anni, fondò la Behring Motors, un'azienda di auto usate a Monroe. Un uomo d'affari esperto, guadagnò 50.000 dollari in un anno e giunse a un patrimonio di un milione di dollari all'età di 27 anni.
Behring si trasferì dal Wisconsin alla Florida nel 1956 e fondò la Behring Construction Company a Fort Lauderdale. Divenne un imprenditore immobiliare, fondando Tamarac Lakes nel 1962. L'azienda fu costruita su un'area che in passato era costituita da zone paludose, pascoli e campi. L'azienda di Behring alla fine divenne il più grande costruttore di case unifamiliari in Florida e il decimo più grande negli Stati Uniti. Nel 1972 Behring si trasferì nell'area di San Francisco, dove fu coinvolto nella costruzione del country club di Blackhawk, California, e in seguito nel Canyon Lakes Development a San Ramon, California.
Nel 1988 Behring e il partner Ken Hofmann acquistarono la squadra di football americano dei Seattle Seahawks della NFL dalla famiglia Nordstrom per circa 80 milioni di dollari. Nel 1995 Behring si trovò sempre più insoddisfatto per le condizioni del Kingdome e minacciò di trasferire la squadra a Los Angeles prima della stagione 1996. Senza informare la lega, il febbraio 1996 trasferì la sede degli allenamenti dei Seahawks all’ex struttura dei Los Angeles Rams ad Anaheim e tentò di giungere a un accordo per il noleggio del Rose Bowl a Pasadena. Ciò tuttavia fece infuriare gli altri proprietari della lega poiché Behring non aveva rispettato le procedure per il trasferimento. Il 5 febbraio la lega minaccio di multare Behring e la squadra di 900.000 dollari al giorno finché la franchigia non avesse fatto ritorno a Seattle. Alla fine, Behring fu costretto a cedere la squadra al co-fondatore di Microsoft Paul Allen nel 1997 per 200 milioni dollari, il quale decise di mantenere la squadra a Seattle.